# 거버 포맷
거버 포맷(Gerber Format)이란 인쇄 회로 기판 (Printed Circuit Board 또는 PCB) 제작시 사용되는 산업용 소프트웨어에서 가장 많이 사용되는 파일 포맷 형식의 하나이며 인쇄 회로 기판 의 구성요소(동박패턴, 솔더 마스크, 심볼, 마크등의 계층)와 드릴,라우터 (milling) 등의 외형 가공용 데이터를 표현한다.
거버 포맷은 인쇄 회로 기판 구성 데이터 전송 방식에 있어서 사실상 업계의 표준이다.
거버 포맷은 처음 Gerber Scientific 사에 의해 개발되었지만 (Gerber Scientific 사는 조셉 거버 에 의해 설립된 회사이다.)1998년 벨기에의 Barco’s ETS (Electronic Tooling Systems) 사에서 인수하였고 2014년12월 현재 Barco에서 분리한 Ucamco 사가 소유하며 지속적으로 거버 포맷의 버전을 계승하여 개선 및 업데이트 하고 있다.
현재의 최신 거버 파일 포맷 규격은 2014년 6월 계층의 속성과 적층구조,각종 구성 데이터의 속성까지 표현 및 전달하기 위하여 J2버젼이 추가 발표되어 있고,Ucamco 사의 무료 다운로드 페이지에서 관련 문서를 받을 수 있다.
거버 포맷은 크게 두 가지 버전이 있다.
- RS-274X 포맷으로 알려진 확장 거버 포맷, 현재 널리 사용되고 있다.
- RS-274D 형식으로 알려진 표준 거버 포맷, 오래되고 불편하여 개발이 중지되었다. RS-274X에 대체되어 현재는 사용빈도가 적다.

## 거버의 사용
거버는 설계된 도면과 정보를 PCB 제조현장에 데이터화 하여 전송 하는 것을 목적으로 만들어졌다.
일반적으로 특수목적의 전자 설계 자동화 (EDA) 또는 컴퓨터 캐드 시스템(CAD)에서 각각의 인쇄 회로 기판 의 구성요소(동박패턴, 솔더 마스크, 심볼, 마크등의 계층)와 드릴,라우터 (milling)를 출력하게 되며 이때 주로 사용되는 형식이 거버파일이다. 또다른 목적은 PCB 제조시 에러 검출을 위한 광학장비(AOI) 등의 설비에서 화상정보를 제공함으로 제품의 결함을 찾아내기도 한다.

## PCB 설계 정보를 교환
거버 파일은 일반적으로 보드 설계자가 전용 EDA 및 PCB 용 CAD 소프트웨어를 이용하여 작성한다. 완성 된 파일은 기판 제조사에 보내져 각각의 CAM (Ucam,Cam350,Genesis,interCAD Reader,Cammaster 등 ) 시스템에 로드되어 거기서 기판 제조 공정 의 각 단계에서 사용하는 데이터에 집계된다. 또한 이외에도 특정 장치, 예를 들면 자동 외관 검사기(AOI)에 대한 데이터를 제공 할 때에도 사용된다.또한 거버 파일은 드릴 홀 정보 (외형가공)를 지정하고 싶은 경우에도 사용할 수도 있지만 국내에서는 일반적으로 드릴홀 정보는 Excellon2 포맷 (milling)으로 전달되고 있다. 현재 PCB 산업은 세계적으로 거버 RS-274X가 이미지 데이터 전송 방식의 사실상 표준이 되고있으며 자동 입력 및 자동 처리에 활용되고 있다.RS-274X는 퀄리티가 높고, 편리성 이 좋지만 많은 CAD 시스템에서 아직 일부 RS-274X 출력 기능이 부족한 경우가 있어 출력 된 RS-274X 파일의 일부 구문 오류와 제품 오류를 찾을 수있다.
또한 간혹 좌표 설정단위수치를 너무 낮게 설정해 출력하여 정밀도를 요구하는 제품에 반올림 오류를 발생시키는 경우도 있다. 항상 거버 출력좌표 설정 단위수치는 제품의 정밀도와 비례해 최대 수치를 가져가는게 안전 하다.
거버 파일은 [Netlist]를 포함 하지 않는다. 그럼으로 Netlist는 보통 IPC 규격 IPC-D-356를 이용하여 교류해야 한다.
RS-274X는 파일이 기판의 어느 층을 나타내고 있는지를 명확히 하지 않고 그것에 표준을 마련하고 있지 않아 파일 이름으로 레이어의 종류와 타입을 선정하였으나 특정 국가또는 특정 사용자들 사이에서 자신만의 파일 이름지정으로 인해 레이어의 혼동이 발생되곤 한다. (일반적으로 부품면은(Compnent Side) 윗면 (Top) 납땜면은(Solder Side) 아랫면(Bottom)으로 명명 한다.)
또는 서면으로 PDF 나 거버상에 표기 하는 방식도 사용하지만 PCB 제조 현장에서 일일이 확인하지 못할 경우 수많은 오류를 가져오고 있다.
초기 버전 인 RS-274-D 도 아직은 일부 사용되고있지만 RS-274-D는 수십 년 동안 기술의 변천을 응시 해 설계된 것이 아니라 다양한 문제점과 한계로 인해 사용자에게 불편함과 더욱 많은 오류를 가져오고 있다.
이에 Ucamco는 2014년 2월에 속성을 가진 거버 포맷을 (Gerber X2)개발해 발표하였다. 이 속성은 기존 거버 파일에 메타 정보를 추가 한 것이다.
속성에 의해 전달되는 메타 정보의 예 :
각파일의 기능: 각 파일이 제품의 어느 층인지를 구분하여 나타 낸다. (윗면인지 아랫면인지 동박패턴인지 솔더마스크인지 등)
각파일에 의해 표현 된 부분: 이 제품이 단일제품인지 배열인지 쿠폰인지를 구분할 수 있다.
각패드의 기능: 플래시는 SMD 패드, 비아패드인지도 인식마크인지를 명시 하고 있습니다

## RS-274X 확장 거버
RS-274X 거버 포맷 (확장 거버와 X 거버라고도 함)은 2D 도면으로 벡터 이미지를 표현하는 포맷 형식이다. 현재 PCB 업계의 가장 일반화된 표준 형식이다.
RS-274X는 ASCII 형식으로 내용이 구성되어 읽을 수있고 각 명령과 좌표의 순서로 구성된다. 이미지의 기본적인 표현 방식은 주어진 좌표 영역에 라인(DRAW) 플래시 (FLASH), 그리고 주어진 영역을 채우는 방식(outline fill)으로 구성된다. 또한 양화(Positive) / 음화(Negative) 형태로 그래픽 개체를 결합 할 수 있다.
최신 Gerber X2 포맷의 예 :
```
G04 Shorter version of Gerber X2 Example Job 1, created by Filip Vermeire, Ucamco*
%TF.FileFunction,Copper,Bot,L4*%
%TF.Part,Single*%
%FSLAX35Y35*%
%MOMM*%
%TA.AperFunction,Conductor,NotC*%
%ADD10C,0.15000*%
%TA.AperFunction,ViaPad*%
%ADD11C,0.75000*%
%TA.AperFunction,ComponentPad*%
%ADD12C,1.60000*%
%ADD13C,1.70000*%
%SRX1Y1I0.00000J0.00000*%
G01*
G75*
%LPD*%
D10*
X7664999Y3689998D02*
X8394995D01*
X8439999Y3734999D01*
X9369999D01*
D11*
X7664999Y3689998D03*
X8359999Y1874998D03*
X9882998Y3650498D03*
D12*
X4602988Y7841488D03*
D13*
X10729976Y2062988D03*
X10983976D03*
X11237976D03*
M02*
```

RS-274X 파일은 벡터 이미지구성에 필요한 모든구성 정보를 내부에 가지고있어 다른 외부 파일이 필요없다. 단순 좌표설정단위 만이 아닌 이미지구성 형태와 처리 단위 또는 인쇄회로 기판의 모든 모양 표현에 필요한 형태(aperture)가 함께 프로그램되어 있다. 또한 개체의 극성을 표현(양각(Positive) / 음각(Negative)) 하는 방식으로 두개 이상의 개체를 결합하여 손쉽게 여러 가지 형태를 정의 할 수 있으며 주어진 영역을 메꿈처리 할때에도 단순히 영역의 지정만으로 속을 메꾸거나 파낼수 있다.
최신의 RS-274X의 특징은 PCB 의 각층의 정보에 대하여 손쉽게 데이터를 입력하고 표현할 수 있는 가장 편리한 표준 포맷이다. 입력 작업은 완전히 자동으로 수행할 수 있으며 PCB 설계시 지정된 모든 정보를 입력하게 됨으로 자동화 된 업무처리를 손쉽게 할 수 있다.

## RS-274-D 표준거버
이 RS-274-D 표준 거버는 이제 확장 거버로 대체되었다. 더 이상의 사용은 권장 되지 않으며 광범위한 전자산업에 기계적 NC 기계를 구동하는 형식으로 초기에 전자 산업 협회 (Electronic Industries Association)에서 국제표준으로 지정한 포맷이다.
표준 거버는 초기 벡터 플로터를 구동하는 데 사용되었다. 지금도 비공식적인 사용은 되고 있지만 점차 사용을 하지 않고 있다.
RS-274-D 표준 거버는 ASCII 포맷으로 이뤄지고 단순 XY 좌표에 의한 명령으로만 이루어지며 모양과 형태의 지정은 외부파일(aperture) 과의 결합으로 표현된다.
274-D 포맷의 예:
```
D11*
X1785250Y2173980D02*
X1796650Y2177730D01*
X1785250Y2181480D01*
X1796650Y2184580D01*
D12*
X3421095Y1407208D03*
X1785250Y2173980D03*
M02*
```

표준 거버는 1960년대와 1970년대에 설계되어 벡터 플로터나 컴퓨터 등 각종 수치 제어 기계를 구동하기 위해 개발되었다. 이 표준 거버는 당시 벡터 플로터를 구동하기에 적합 했지만 다음과 같은 제약과 기본 적으로 수동 작업방식을 위해 설계되었기에 PCB 설계자 및 제조자간의 최신 자동화된 설비에 전송 하여 적용하기에는 사용이 부적합하다.
좌표 설정단위 및 모양(Aperture)의 정의는 RS-274-D 내부파일에 정의되지 않는다: 모든 정보를 포함하지 않기 때문에 자신의 내부정보만으로 이미지를 정의할 수 없다. (Aperture 란 이미지를 구성하기위한 기본 붓의 형태를 말한다. PDF 파일의 글꼴과 유사하다고 볼 수 있다.)
장비의 사용자가 직접 수동으로 좌표 설정단위를 지정해야만 한다. 별도로 구성되는 텍스트 파일을 이용하여 작업자가 직접읽고 일일이 각 좌표와 영역의 지정부위에 값을 입력해야 한다. 별도 구성되는 텍스트 파일에 대한 표준이 없어 많은 혼란과 불편을 초래한다.
특정 벡터플로터가 지원하는 경우 몇가지 간단한 영상의 연산자만을 지원한다. 주어진 영역 즉 설계당시 넓은 범위를 채워야 하는 경우 수많은 라인으로 좌표를 구성시켜야하고 이로 인해 과도한 용량과 원래의 모양이 손실되어 Cam에서 작업하기가 매우 어렵다.

표준 거버는 더 이상 사용되지 않도록 이미 선언되었다. 더 이상 표준스펙으로서는 존재하지 않는다.

## 역사
거버 파일의 형식은 Gerber Scientific 의 Joseph Gerber에 의해 Gerber Systems Corp.,에서 만들어졌다.
현재의 거버 파일은 이제 1998년 Barco ETS 에 의해 Gerber Systems Corp 가 인수되었고 그후 자격을 취득한 Ucamco사에서 자격을 가지고 있다. 관련 문서는 이제 Ucamco 웹 다운로드 사이트에서 자유롭게 다운로드 받으실수 있다.
- 1980년 Gerber Systems Corporation는 EIA 형식의 RS-274-D 데이터를 발표하여 최초의 포토 플로터 구현 포맷을 출시 했다.[19]
- 1986년 거버 형식은 확장 된 직사각형 및 테이퍼 라인의 주어진 범위 내에서의 크기를 그릴 가변 조리개의 크기에 대한 지원이 추가되었다. (이 기능은 더 이상 사용되지 않는다.)
- 1980년대부터, CAM에 사용되는 또 다른 포토 플로터 제조 업체 및 PCB 제조 시스템에 서도 이 거버형식을 이용하게 되었으며 이 시점부터, 거버 형식은 업계 표준 형식이 되었다.
- 1991년 래스터 스캐닝 기술의 실현과 함께, 거버 포맷은, 조리개, 구리 및 다각형 크기, 사용자가 동적으로 다른 형상을 정의 할 수 있도록, 다각형 및 매개 변수의 다수를 지원하도록 확장되어 RS-274-D 타입은 더 이상 "사용할 필요가 없게 되었다. " 이 기술은 원래는 설계 및 개발을 촉진하기 위해 AT&T에서 개발하고 거버 회사에 제공 되었다.”[20]
- 1994년 8월 16일 Gerber Systems Corporation는 RS-274-D 최종 버전 발표 "거버 형식의 안내서를 참조하십시오."
- 1998년 4월, Gerber Systems Corporation은 벨기에 소재의 Barco ETS 사에인수 합병되었다. 또한 지금 현재는 Barco의 PCB 부문에서 분사된 Ucamco (Former Barco ETS)에서 모든 소유권을 가지고 있다.
- 1998년 9월 21일는 Barco 사는 "RS-274X 형식 사용자 가이드를."발행 했다.
- 2010년 2월 거버 형식 사양 업데이트 버전 F
- 2010년 12월 거버 형식 사양 업데이트 버전 G.[21]
- 2012년 1월 거버 형식 사양 업데이트 버전 H[22]
- 2013년 2월, 거버 형식 사양 업데이트 버전 I1[23]
- 2013년 4월, 거버 형식 사양 업데이트 버전 I2[24]
- 2013년 6월, 거버 형식 사양 업데이트 버전 I3
- 2013년 6월 거버의 형식을 추가 보안하고자 거버 확장을 제안. (Gerber X2)[25]
- 2013년 11월, 새로운 거버 형식은 개정판 I4로 업데이트되었다.[26]
- 2014년 2월, 새로운 거버 형식은 개정판 J1으로 업데이트되었다.[25]
- 2014년 6월 새로운 거버 형식은 개정판 J2 로 업데이트되며 피시비각 층의 적층순서와 속성들이 추가 되었다.

## 관련 형식
Over the years there have been several attempts to replace Gerber by formats containing more information than just the layer image, e.g. netlist or component information. None of these attempts have been widely accepted within the electronics manufacturing industry, probably because the formats are complex.Gerber remains the most widely used data transfer format.
- IPC-D-350 C Printed Board Description in Digital Format, 1989. This specification was standardized as IEC 61182-1 in 1992 and withdrawn in 2001. Rarely, if ever, used.
- DXF Sometimes used. These are typically constructed as drawings, PCB objects (tracks and pads) are lost, which makes them very difficult to use in CAM.
- PDF Rarely used. Very impractical to work with because PCB objects (tracks and pads) are lost.
- DPF Format, now at v7, a CAM format from Ucamco. Sometimes used.
- The Electronic Design Interchange Format, EDIF. Rarely, if ever, used.
- ODB++, a CAM format from Mentor Graphics. Sometimes used, the prevalent non-Gerber format.[27]
- GenCAM: IPC-2511A Generic Requirements for Implementation of Product Manufacturing Description Data and Transfer Methodology, 2000. Rarely, if ever, used.
- GenCAM: IPC-2511B Generic Requirements for Implementation of Product Manufacturing Description Data and Transfer XML Schema Methodology, 2002. Rarely, if ever, used.
- Offspring: IPC-2581 Generic Requirements for Printed Board Assembly Products Manufacturing Description Data and Transfer Methodology, 2004. Rarely, if ever, used, but receiving more attention recently.[28]
- STEP AP210: ISO 10303-210, Electronic assembly interconnect and packaging design, first edition 2001, second edition 2008 (to be published)